# Vitsand
Vitsand är kyrkbyn i Vitsands socken i Torsby kommun i norra Värmland. Byn ligger vid Mangslidsälvens utlopp i nordöstra stranden av sjön Övre Brocken. SCB har för bebyggelse norr om kyrkbyn utmed vägen mot Nyskoga avgränsat en småort som namnsatts till Vitsand.
I byn finns Vitsands kyrka.